# Joseph Biner
Joseph Biner (Gluringen, 16 juli 1697 – Rottenburg am Neckar, 24 maart 1766) was een Zwitsers katholiek theoloog, jezuïet en canonist.

## Biografie
In 1715 trad Biner in de jezuïetenorde in. Zijn wijding tot priester vond 14 jaar later, in 1729, plaats.
Van 1730 tot oktober 1737 doceerde hij filosofie aan de seminaries in achtereenvolgens Rottenburg am Neckar (1730), Dillingen an der Donau (1731) en Ingolstadt (1734). In de jaren 1737 tot 1740 gaf hij dogmatiek aan de Universiteit van Luzern en vanaf 1740 aan de Universiteit van Innsbruck. Vervolgens doceerde hij van 1744 tot 1759 kerkrecht aan de universiteiten in Innsbruck, Dillingen (1752) en Amberg (1758).
Van 1760 tot 1765 was Joseph Biner rector magnificus aan de Universiteit van Freiburg in Freiburg im Breisgau. Vanaf 1765 tot zijn overlijden in het daaropvolgende jaar was hij rector van de hogeschool in Rottenburg.

## Werken
Joseph Biner voerde nam intensief deel aan de bestrijding van "ketterij", voornamelijk in Zwitserland. Hierdoor zijn al zijn onderstaande publicaties in een polemische stijl geschreven. Zijn in 1739 gepubliceerde geschrift Catholische Anmerckung uber die neueste uncatholische Controvers-Schreiber, absonderlich den so genannten Urim und Thummim zu Zürich richt zich tegen een groep "ketters" in Zürich. In 1744 publiceerde hij het geschrift Indifferentismus (Duits voor indifferentisme), een verhandeling tegen de religieuze onverschilligheid en godsdienstige vrijzinnigheid. In 1750 gaf hij met zijn geschrift Heiligkeit der Kirche het standpunt van de Rooms-Katholieke Kerk weer. Zijn belangrijkste werk tegen heresie was het 13 delen in 6 banden tellende werk Tractatus theologico-juridicus de summa trinitate, fide catholica et hierarchia ecclesiastica.
Het belangrijkste werk van Biner is Apparatus eruditionis ad iurisprudentiam praesertim ecclesiasticum. Hierin behandelt Biner de kerk- en wereldgeschiedenis met bijzondere aandacht voor het kerkrecht. Dit verscheen tussen 1745 en 1762 in acht banden. Het behoort tot de meest volledige geschriften over het kerkrecht die sinds de middeleeuwen zijn verschenen.
Zijn laatste werk Kurzer Begriff der heutigen Glaubenstreitigkeiten uit 1765 is een beoordeling en weerlegging van de verschillende protestantse geloofsrichtingen.

## Publicaties (selectie)
- Tractatus theologico-juridicus de summa trinitate, fide catholica et hierarchia ecclesiastica
- Apparatus eruditionis ad iurisprudentiam praesertim ecclesiasticum (Wenen, 1745 tot 1762)
- Indifferentismus oder Gleichgiltigkeit im Glauben zu Heylsamer Wahrnung, sich zu huten vor der schadlichen Sucht der Indifferentisten, Syncretisten, und Libertiner, welche in der Religion Krummes fur Grades gelten lassen, nach Verdiensten abgebildet und widerlegt. (Wolff, Augsburg, 1744)
- Kurzer Begriff der heutigen Glaubenstreitigkeiten (1765)